# Нейланд (лунный кратер)
Кратер Нейланд (лат. Nijland) — большой ударный кратер в северном полушарии обратной стороны Луны. Название присвоено в честь голландского астронома Альберта Нейланда (1868—1936) и утверждено Международным астрономическим союзом в 1970 г. Образование кратера относится к раннеимбрийскому периоду.

## Описание кратера

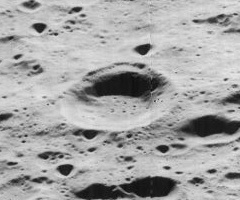
Снимок зонда Lunar Orbiter - V.

Ближайшими соседями кратера являются кратер Ван Маанен на северо-западе; кратер Курчатов на северо-востоке; кратер Флоренский на юге и кратер Кепинский на западе-юго-западе. На севере от кратера расположена цепочка кратеров Курчатова; на юго-востоке – Море Москвы. Селенографические координаты центра кратера 33°11′ с. ш. 134°10′ в. д. / 33,19° с. ш. 134,17° в. д., диаметр 35,5 км, глубина 2,1 км.
Кратер Нейланд имеет близкую к циркулярную форму с выступом в западной части и умеренно разрушен. Вал сглажен, но сохранил достаточно четкие очертания, внутренний склон широкий. Высота вала над окружающей местностью 970 м, объем кратера составляет приблизительно 880 км³. Дно чаши плоское, диаметром приблизительно в половину диаметра кратера, отмечено множеством мелких кратеров.

## Сателлитные кратеры

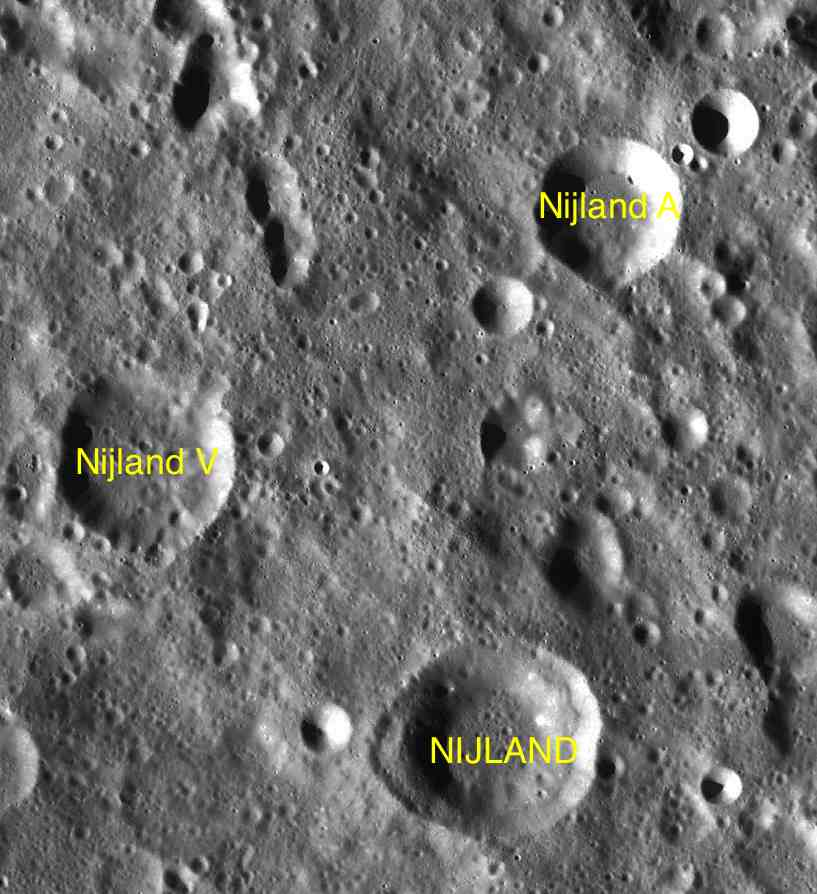
Фрагмент карты LAC-31.

| Нейланд | Координаты                                              | Диаметр, км |
| ------- | ------------------------------------------------------- | ----------- |
| A       | 36°14′ с. ш. 134°41′ в. д. / 36,23° с. ш. 134,69° в. д. | 25,7        |
| V       | 34°35′ с. ш. 131°37′ в. д. / 34,59° с. ш. 131,61° в. д. | 31,0        |